# 民安促進会

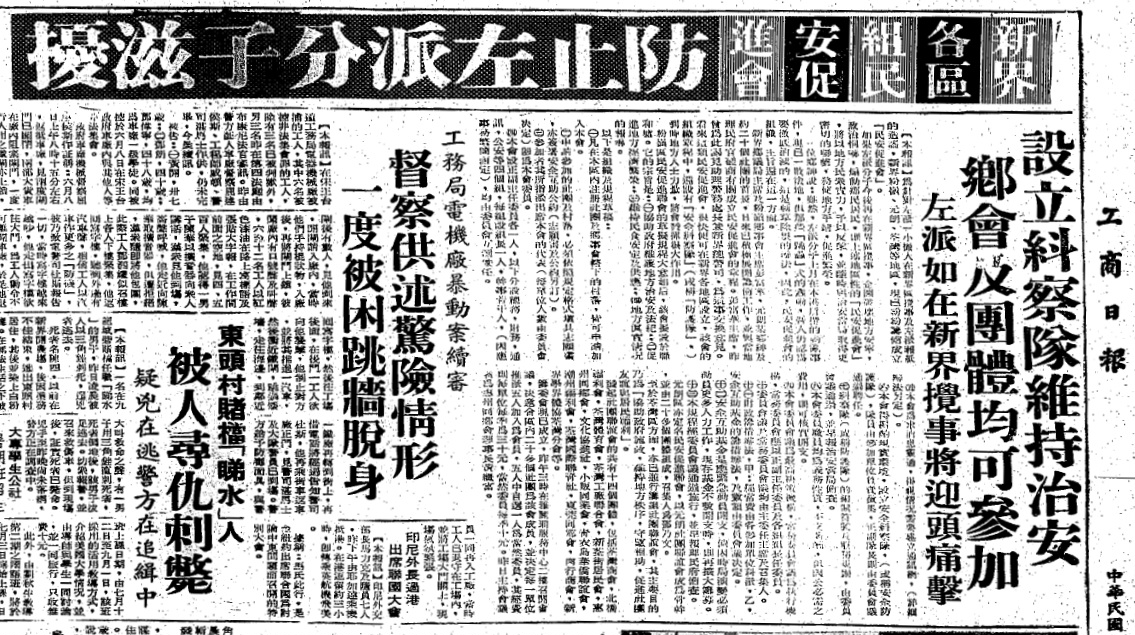
左派分子の活動を防止するため、新界各区で続々民安促進会が組織された（1967年6月20日付『工商日報』）

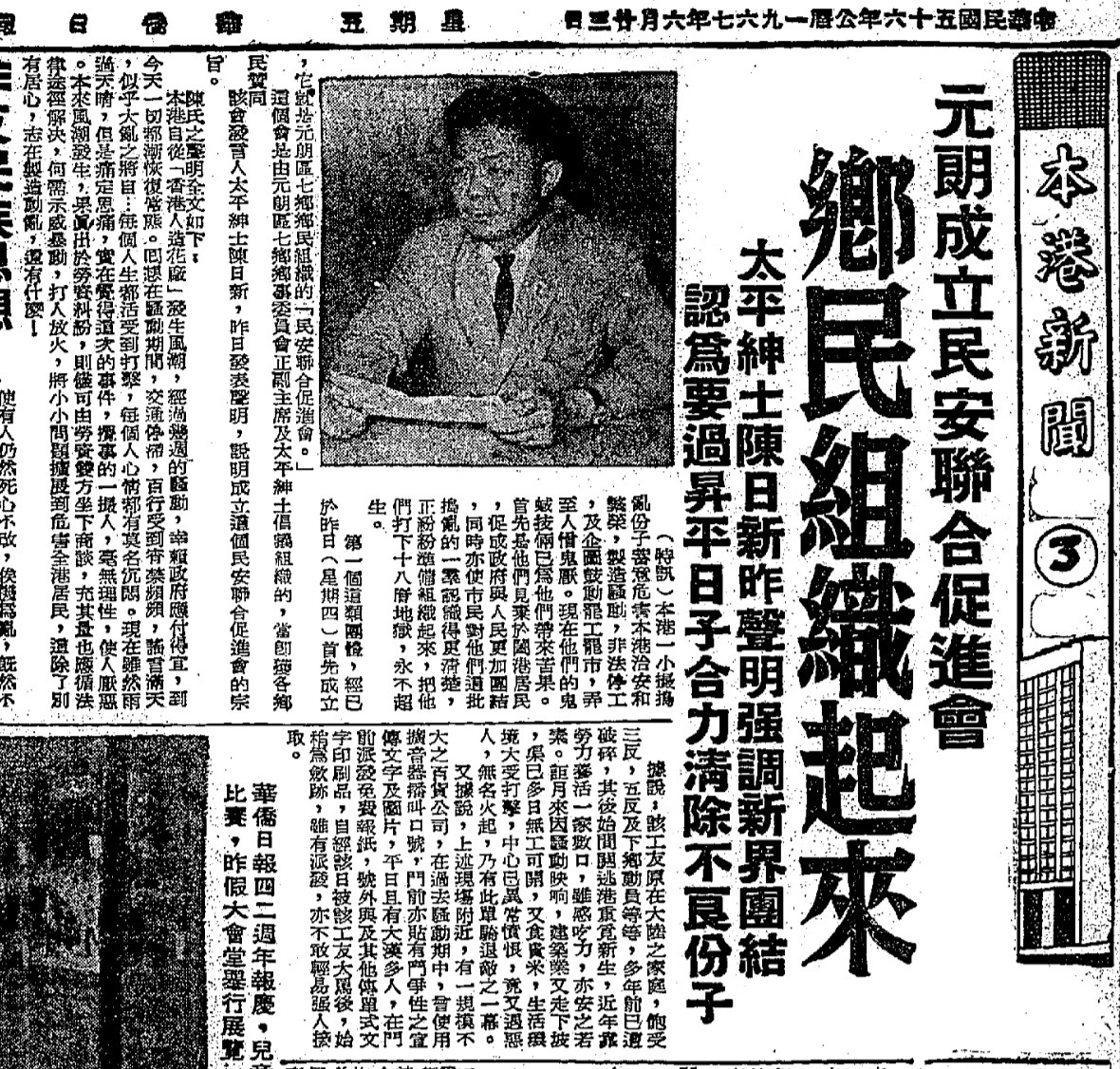
六七暴動を起こした左派組織が故意に香港を混乱させていると非難し、新界の郷民は団結して社会の安寧を破壊する不良分子を排除しなければならないと発表する新界郷議局前主席陳日新太平紳士（1967年6月23日付『華僑日報』）

民安促進会（みんあんそくしんかい）は、1967年の香港六七暴動の際に、新界郷議局の傘下にある各郷事委員会によって設立された地域防衛組織であり、新界理民府および香港警務処の新界地区警察隊から公然と支持を受けていた。民安促進会の構成員は、地域の村民や住民が自主的に参加しており、その目的は香港政庁を支援し、新界の農村地域の平和と安定を維持すること、そして香港左派団体が新界の村々の秩序と安寧を乱すことを防ぐことであった。一部の民安促進会は、地域住民による糾察隊や護衛隊を結成し、左派勢力が政治的恫喝や、村民や住民を煽動するような行為があった場合、地域住民の実力をもって反撃すると主張し、また香港政庁の治安当局と緊密に連携し、地域の安定を確保することを目指していた。

## 背景

### 左派による暴動と爆弾テロ

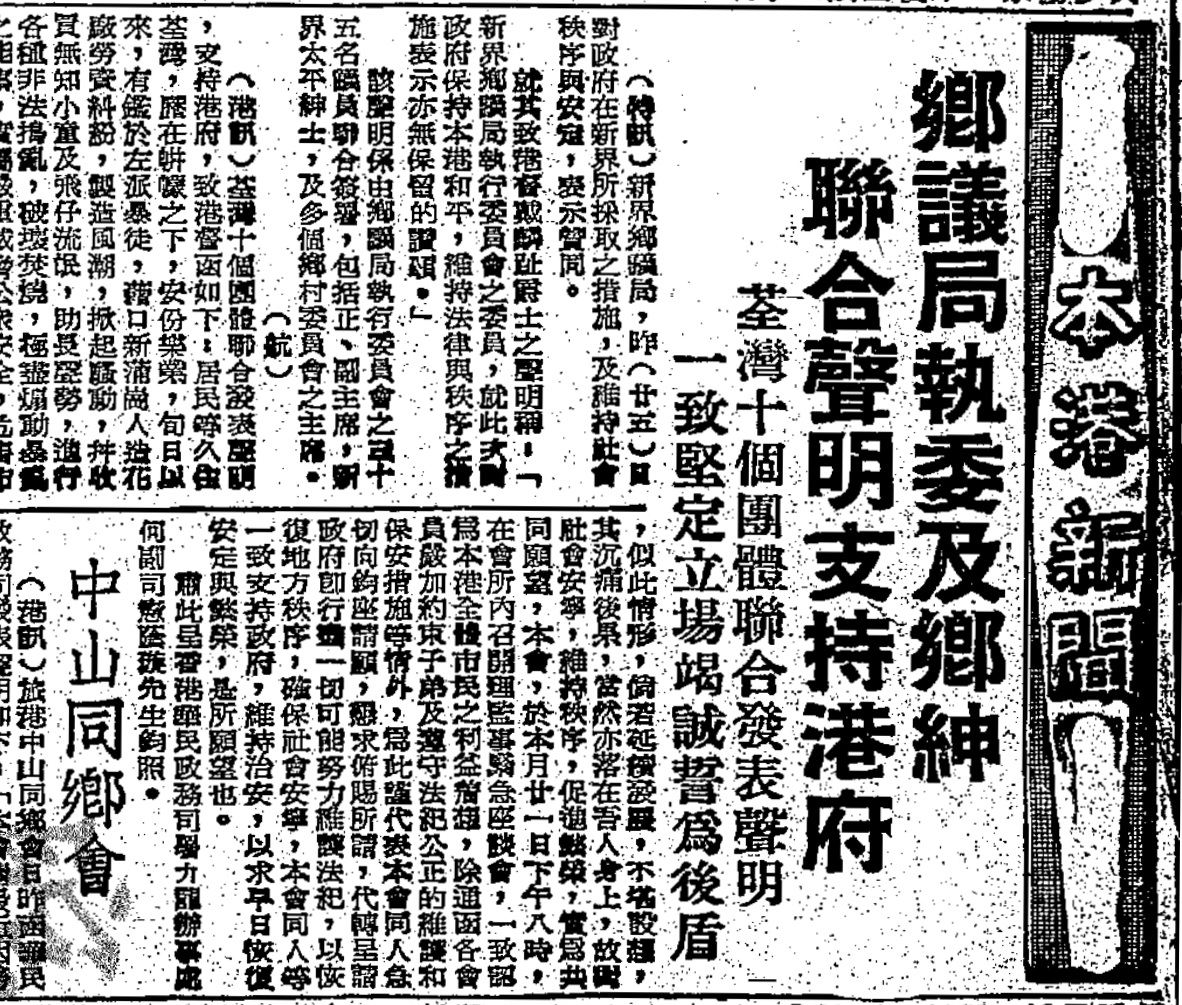
新界郷議局、郷事委員会は香港政庁の左派暴動鎮圧を指示する共同声明を出した（1967年5月26日付『華僑日報』）

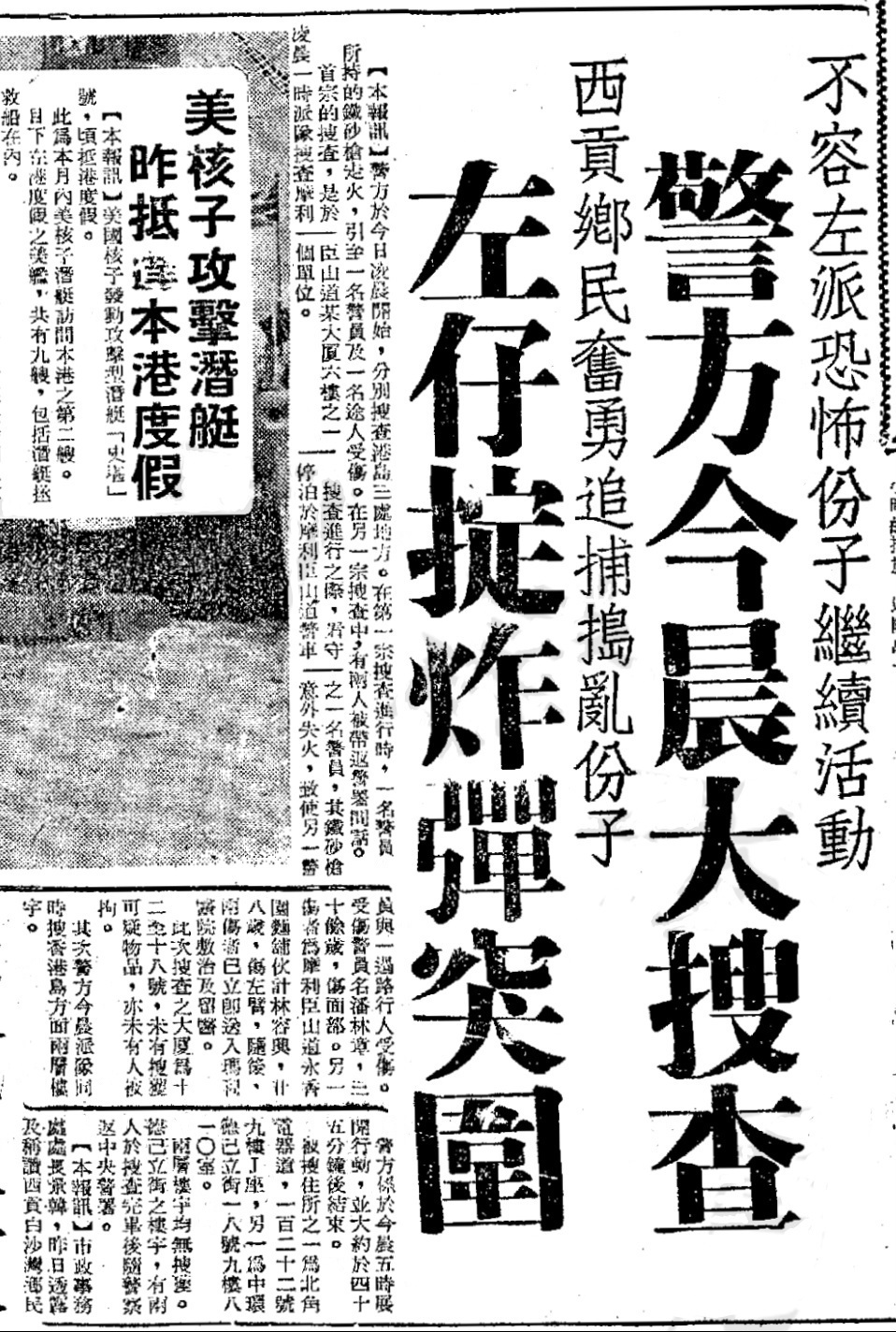
警察による湾仔・摩理臣山の左派テロ分子の拠点捜索に際し、警察の左派分子逮捕を助けて爆弾の投擲を受ける西貢村民（1967年9月26日付『工商晚報』）

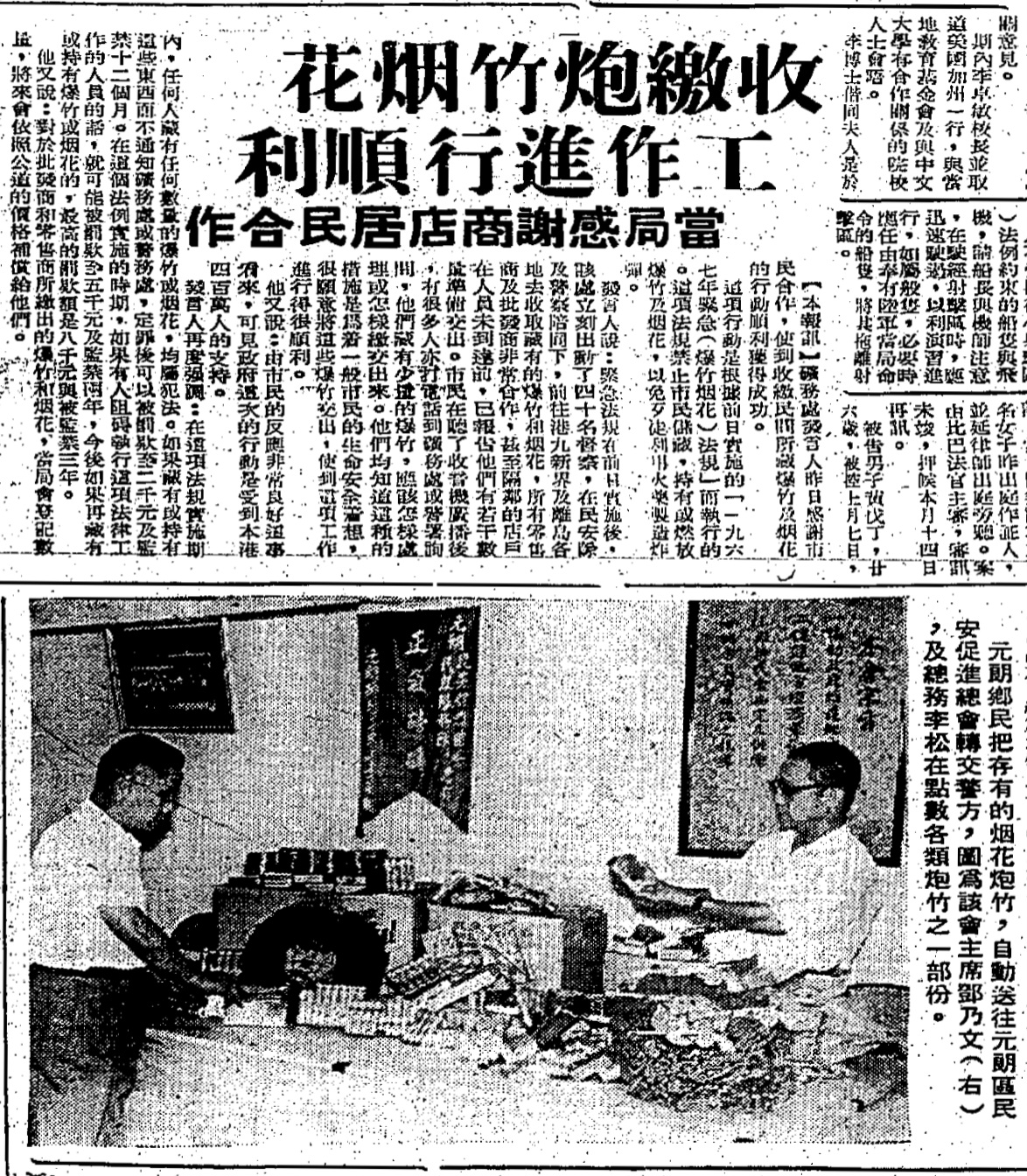
左派による連続爆弾テロを受けて、香港政庁は《緊急措施（烟火）規則》を公布。市民の花火、爆竹の使用を禁止するとともに工事用の火薬を政府倉庫に保管することとした。元朗民安促進総会はすぐさま政庁による元朗区内の村民・住民からの花火・爆竹の回収に協力した。該会主席鄧乃文および総務李松は回収した数量を数えるとともに警察に引き渡し、これらの火薬が左派分子によって土製爆弾の材料とされることを防止した（『工商日報』1967年9月10日）

1967年初頭、中国大陸では文化大革命が激化し、またマカオでは左派勢力が「一二・三事件」によって政治の主導権を握ることに成功した。香港工委はこれに刺激され、香港でも同様の騒乱を引き起こそうとした。新華社香港分社社長の梁威林および副社長の祈烽は、内部会議でマカオ左派の闘争成果を総括する際に、香港でも「大規模な行動を起こすべきだ」と発言し、新華社香港分社および左派陣営は積極的に騒乱を引き起こす機会を探し始めた。同年5月、新蒲崗の大有街にある香港人造花工場の分工場でストライキが発生し、左派団体が介入して労使紛争を利用し、騒乱へと発展させた。同月、香港工会聯合会の理事長・楊光が「港九各界同胞反対港英迫害闘争委員会」（略称：「闘委会」）を設立し、当初の労使紛争をきっかけに、香港政府の転覆を目指した一連の騒乱へと発展させた。しかし、左派勢力が呼びかけたストライキや集会は一般市民からの支持を得ることができず、その規模は次第に縮小していった。それにもかかわらず、闘委会は同年7月に武力闘争を都市型テロ活動へとエスカレートさせ、九龍や新界で爆弾テロを連続的に実行した。その後半年間にわたり、香港各地の街頭で真贋不明の爆弾が仕掛けられたり投げ込まれる事件が続き、各地で合計8,074個の爆弾が確認され、そのうち1,167個は本物の爆弾であった。左派勢力による最初の爆弾テロは、7月12日に大埔郷事会会所で発生した。これは、地元の「大埔民安促進会」の結成会議を妨害する目的であったが、幸いにも会議は急遽延期されており、出席予定者は難を逃れた。その後も続いた左派勢力による爆弾テロは、同年12月の六七暴動の鎮圧とともに終息した。この半年間で、爆弾によって少なくとも15人（うち子どもを含む）が死亡し、数百人の市民が負傷した。その中には失明や重度の障害を負った者もいた。

### 郷村における治安互助組織の成立

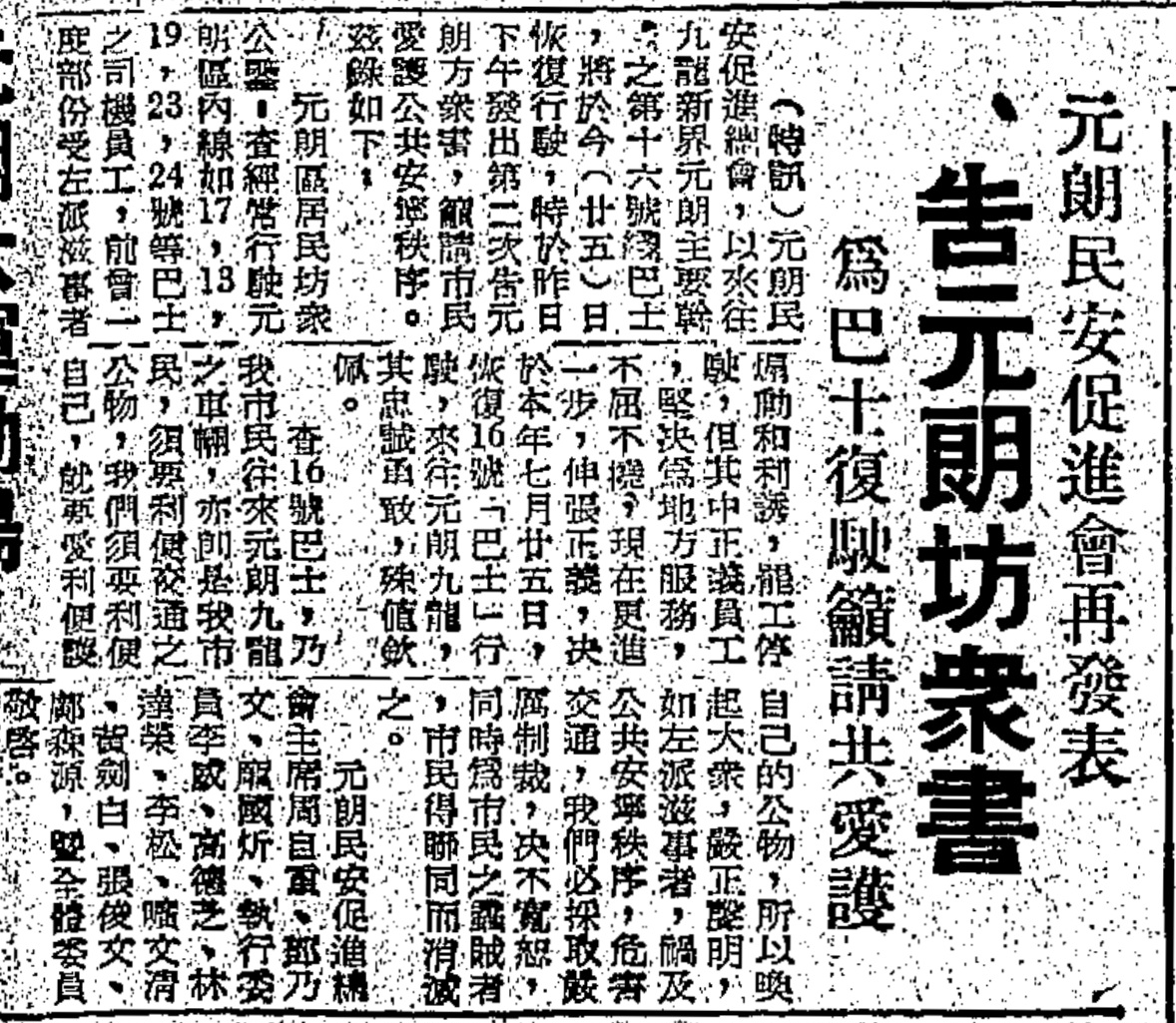
元朗民安促進会はバスの通常運行回復のため、過激派左派分子が公共の安寧と交通インフラに危害を加えた場合、厳しい制裁を加えると表明した（『華僑日報』1967年7月25日）

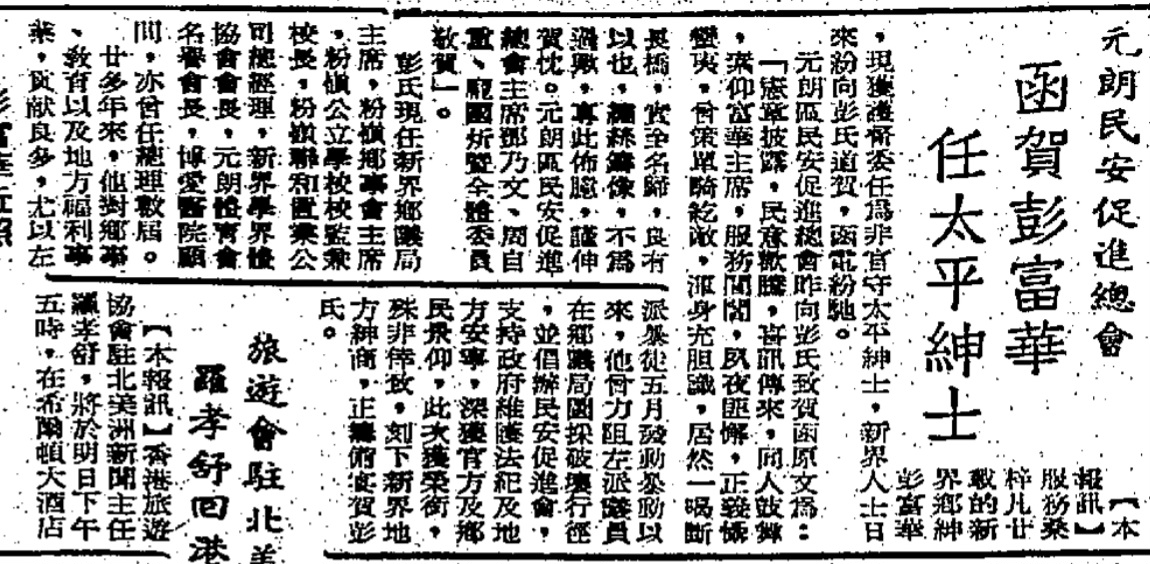
元朗民安促進総会は、新界郷議局主席彭富華が香港総督より太平紳士に任命されたことを祝福し、粉嶺郷事会主席でもある彭が民安促進会を結成し左派分子による地域の安寧を破壊する活動を阻止し、政庁による法秩序の維持に協力した多大な貢献を讃えた（『工商日報』1967年9月18日）

六七暴動の期間、新界の郷村行政に関する諮問機関である新界郷議局は香港政庁支持の立場を取り、闘委会によるテロ活動の取り締まりを支援した。。当時の郷議局主席・彭富華は、各郷事委員会に対し香港政庁の施政を支持するよう繰り返し呼びかけ、香港左派勢力が香港人造花工場のストライキを利用して暴動を扇動したことを厳しく非難した。そのため、左派勢力からは「漢奸」と呼ばれるようになった。また、大埔郷事会など当時の郷事委員会の多くは政庁による左派勢力の違法活動の取り締まりを支持していた。大埔理民府の理民官・トレヴァー・ジョン・ベッドフォードは、大埔郷事会の政庁支持に対して感謝の書簡を送った。6月23日には、大埔郷事会の前主席・俞福が公開声明を発表し、左派勢力の流すデマに惑わされないよう郷民に呼びかけた。彼は、新界の村民が平穏な生活を送るためには、香港政庁による社会秩序の維持を断固支持し、左派勢力が新界で騒動を起こすことを許してはならないと強調した。左派勢力の一部が新界で騒動を引き起こし、また左派系新聞がデマを拡散する状況に対応するため、粉嶺・元朗・荃湾などの地域では、民安促進会の設立準備が進められた。これらの組織は、警察と協力しながら新界の治安を維持し、左派勢力が村の秩序を乱すのを防ぐ役割を果たした。また、一部の郷事委員会では、民安促進会の設立後、村民や住民による糾察隊や護衛隊を結成し、左派勢力が村で騒動を起こしたり、郊外地区の安寧を破壊したりするのを厳重に警戒した。

## 設立情況

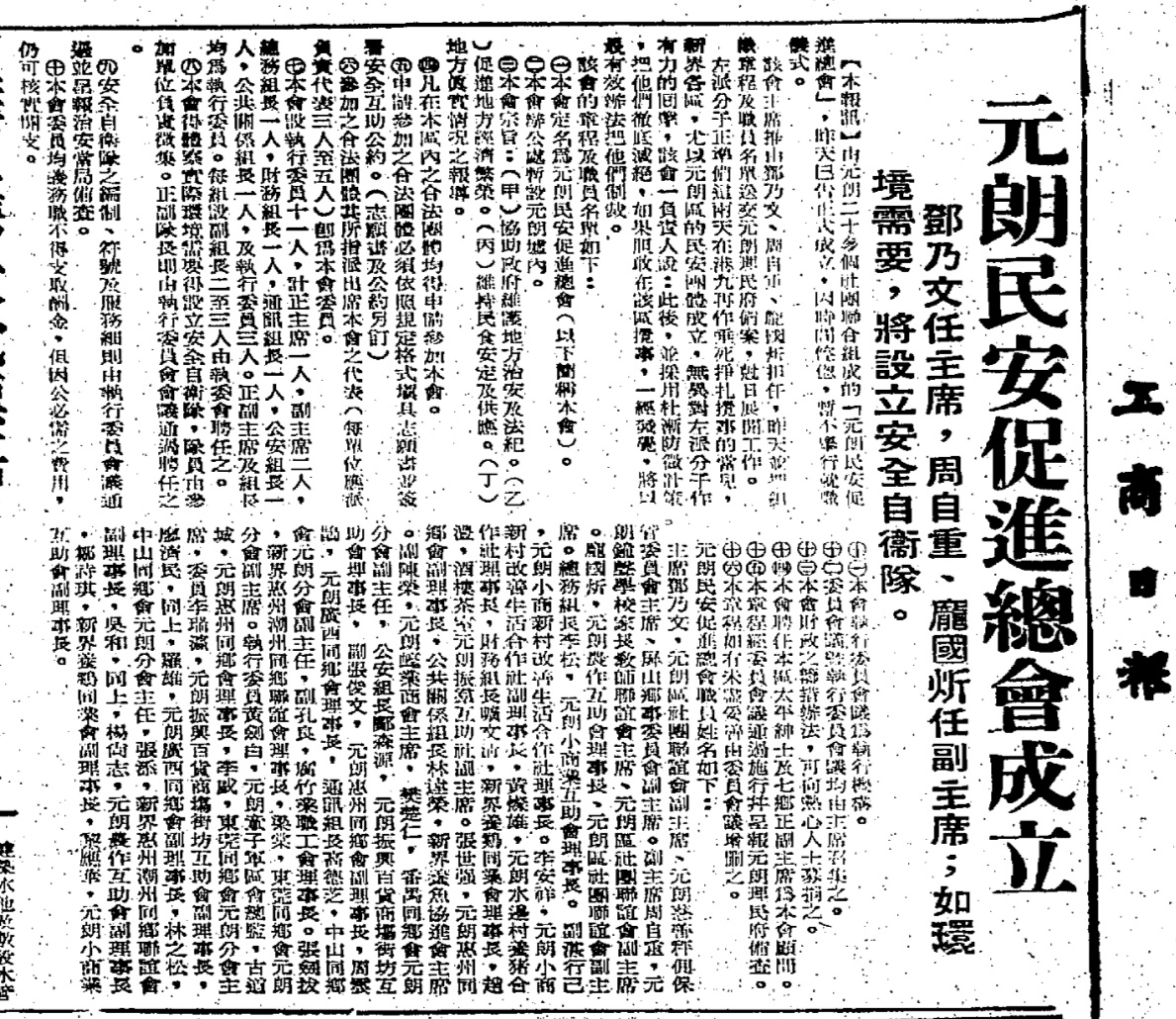
元朗民安促進総会設立の報道。これは元朗地区の複数の社会団体によって合同で結成されたものであり、構成員の名簿は元朗理民府に提出された。元朗民安促進総会の主席は屏山郷委員会主席の鄧乃文が務め、さらに安全自衛隊の編成が予定されていた（『工商日報』1967年6月24日）

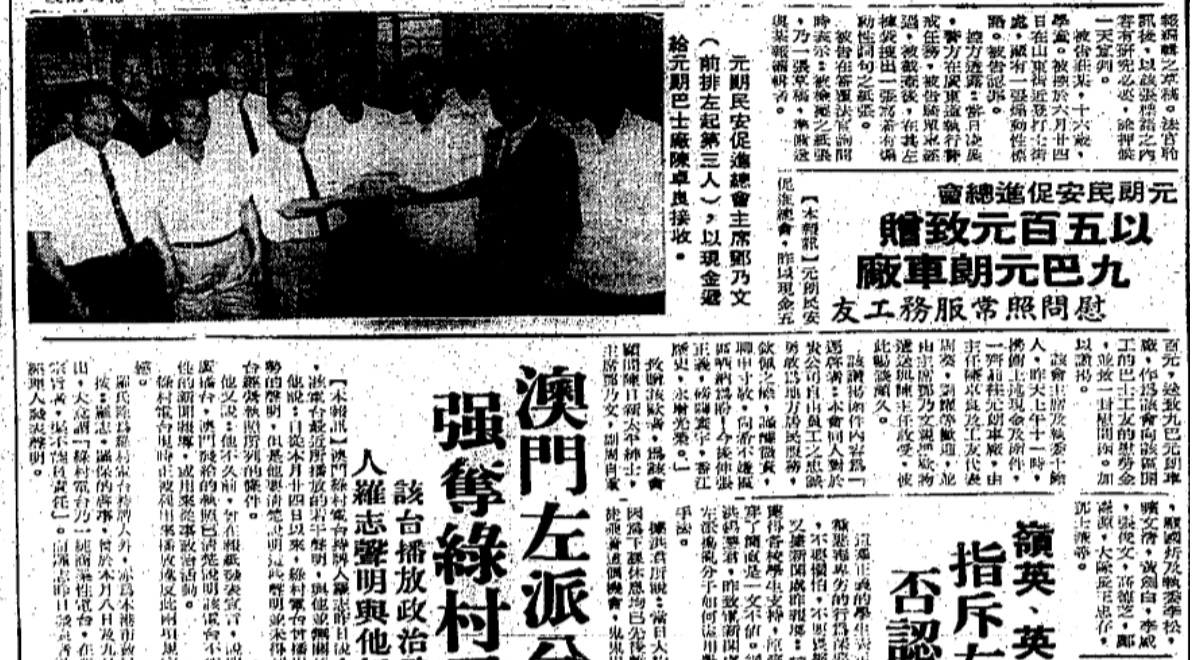
元朗民安促進総会は九龍バス元朗車庫の職員に対し、贈款を行った。これは、六七暴動における攪乱分子の脅威にもかかわらず、バス運行を維持した九巴職員の姿勢を支持・激励するものであった。贈款式は昨日午前11時、九巴元朗車庫で開催され、九巴職員代表の立ち会いのもと、元朗民安促進総会主席の鄧乃文が、自ら500香港ドルの慰労金と慰問の書簡を、同車庫主任の陳卓良に手渡した（『工商日報』1967年6月28日）

1967年6月中旬、新界郷議局主席兼粉嶺郷事委員会主席の彭富華は、元朗の郷紳および20名の社団代表とともに、各地域の理民府と協議し、「民安促進聯会」の設立に向けた話し合いを行った。また、助理警務処長および新界区総警司と会談し、意見交換を行った。「民安促進聯会」の組織章程には、地域の治安維持を支援するための「民安糾察隊」の設立が盛り込まれていた。

### 粉嶺

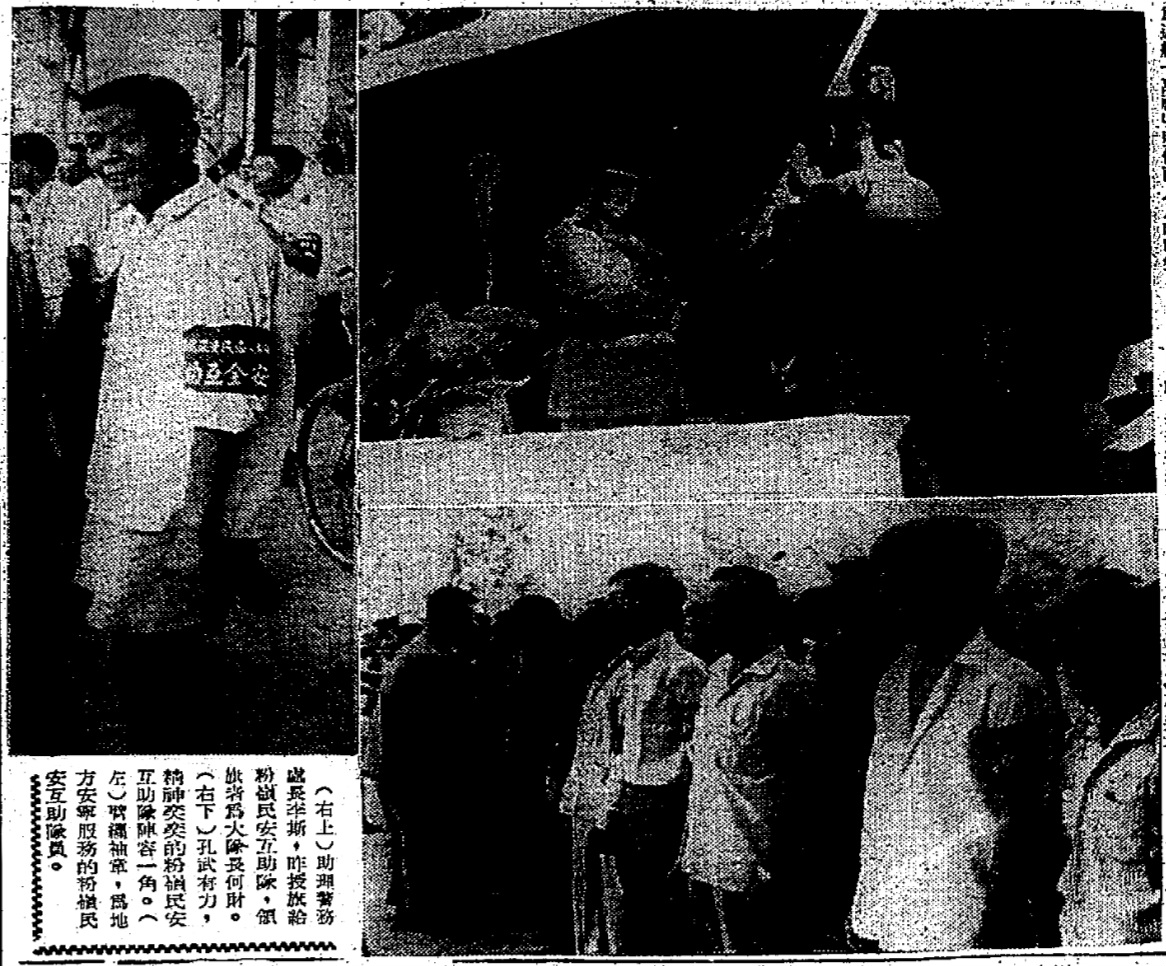
粉嶺区民安促進聯会および粉嶺区民安互助隊が、1967年7月2日に粉嶺聯和墟で結成された。式典には大埔理民官のベッドフォードが臨席して演説し、助理警務処長の李斯が粉嶺区民安互助隊を代表する大隊長の何財に錦旗を授与した。当日、互助隊の隊員は全員、「粉嶺區民安促進聯會安全互助隊」と記された腕章を着用して式に参加した。粉嶺区民安促進聯会は、新界での左派暴徒による騒擾行為を許さないと明言し、郷民によって構成された「安全互助隊」が香港政府を補佐して新界の治安および食料供給の安定を守ると表明した（『工商日報』1967年7月3日）

粉嶺区民安促進聯会は粉嶺聯和墟に置かれた。その設立趣旨としては：
1. 政庁の治安および法秩序維持を支援すること。
2. 地域経済の繁栄を促進すること。
3. 住民の食料供給と安定を維持すること。
4. 地域の実情を正確に報道すること。

設立草案：
1. 本区内の登録社団および郷事委員会管轄の村落は、加入を申請することができる。
2. 参加を申請する社団および村落は、所定の形式に従い志願書を提出し、安全互助公約に同意し署名しなければならない。
3. 参加者が本会に派遣する代表は、本会の委員となる。各単位の人数は委員会が決定する。
4. 本会には正・副主席各1名を置き、総務・財務・通信・公安の4部門に分ける。各部門には組長1名および若干名の幹事を置く。
5. 本会は情報伝達を円滑にするため、必要に応じて通信網を設置することができる。
6. 本会は実際の状況に応じて、安全糾察隊（別名：安全防護隊）を設置することができる。
7. 糾察隊の編成および活動規則は、委員会の承認を経た上で治安当局に報告するものとする。
8. 本会の委員および職員は全て無報酬の義務職とする。ただし、公務上必要な経費については、実費精算を認める。
9. 本会の最高意思決定機関は委員会とし、常務委員会を執行機関とする。
10. 財務調達の方法として、通常経費は各参加単位に応じた分担金を徴収する。安全互助基金の調達方法および金額は、委員会の会議で決定する。
11. 安全互助基金は緊急動員のための経費として使用する。時局の変化により追加の人員動員が必要となり、既存の基金では不足する場合、さらなる資金調達を行う。
12. 本規程は委員会の承認を経て施行され、理民府に報告するものとする。

### 元朗及および屯門

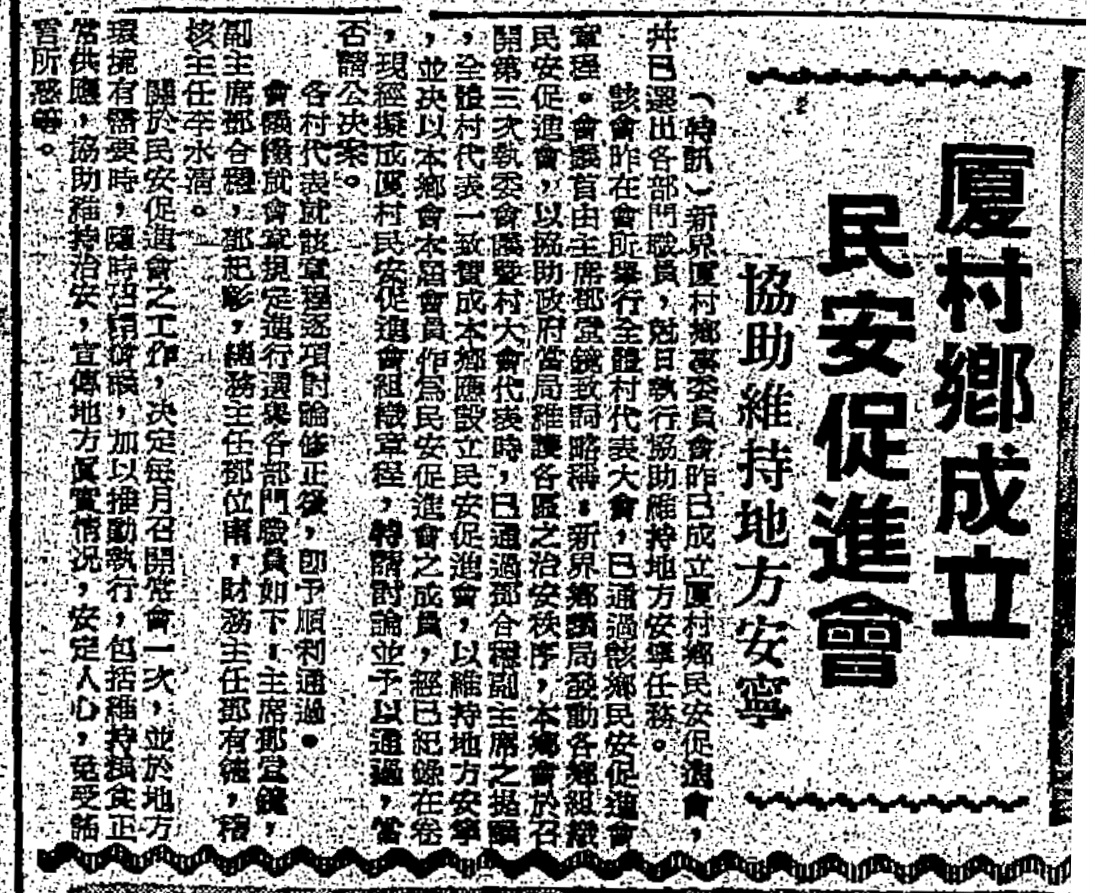
8月13日、厦村も地域の治安維持を目的に民安促進會を設立した（『華僑日報』1967年8月14日）

1967年6月21日、元朗理民府は元朗七郷の代表と月例会を開催し、その出席者には八郷、十八郷、錦田、厦村、屏山などの郷事委員会の正副主席が含まれていた。討議の結果、各郷事会代表は満場一致で決議を採択し、政庁の治安維持策を支持するとともに、元朗地区における安全互助の必要性に基づき、元朗七郷が協力して「民安聯合促進会」を設立することを決定した。この決定には、民政署および元朗理民府の支持が表明された。当日、「元朗七郷民安聯合促進会」の設立に署名した郷紳代表には、陳日新（太平紳士）、文柱石、梁乾、黃金業、蔡創業、文満源、鄧佩瓊（太平紳士）、林彦、黎錦源、鄧大禧、陳素、鄧合穂、馮火粦、鄧英奇、鄧兆亮、鄧正穂、文静濤、鄧乃文、鄧堂鏡、林則文、劉皇発、鄧志良らが含まれていた。6月22日、「元朗民安聯合促進会」のスポークスマン陳日新（太平紳士）は声明を発表し、左派団体が香港人造花廠のストライキを利用して騒乱を引き起こし、交通を麻痺させ、各業界に影響を及ぼし、市民生活全体を混乱に陥れたことを非難した。また「もし本当に労使紛争であるならば、話し合いで解決すべきではないか。しかし、一部の者が意図的に小さな問題を大きくし、暴動を起こし、暴力を振るい、放火しており、全く理性がない。些細な問題を香港市民全体に危害を及ぼす事態にまで拡大させた。このような行動の裏には、混乱を引き起こそうとする邪な意図以外に何があるというのか！」と述べた。「元朗民安聯合促進会」の設立は、新界の団結を示し、政庁と協力して社会に危害を加える不良分子を一掃する決意を明らかにした。6月23日、「元朗民安促進総会」の設立が正式に発表され、鄧乃文が主席に就任した。彼は同時に屏山郷事委員会の主席も務めていた。副主席には周自重と龐國炘が就任し、翌日には150名の住民が元朗民安促進総会の護衛隊に加入した。
1967年7月21日、元朗および屯門地区に属する20の村が合同で民安促進会の設立を宣言した。元朗と屯門の各20村はすでにそれぞれ独自の民安促進会を設立し、正副主席を配置していた。同日午後3時、当該地区の40名以上の郷紳が元朗理民府の会議室に集まり、会議を開催した。会議は屯門郷事会主席の陳日新（太平紳士）が主催し、元朗理民官のデイヴィッド・エイカーズ＝ジョーンズおよび元朗総部警司の麥乃勳も出席した。会議の結果、20の村が連合して民安促進会を組織することが決定された。

### 荃湾
1967年6月中旬、荃湾区で「社団聯誼会」の設立が計画された。この組織の目的は、政庁の施策を支援し、地域の秩序を維持し、互いに助け合いながら社団間の交流と住民の福祉を促進することにあった。発起団体は14の組織に及び、荃湾商会、北橋福利会、荃湾体育会、荃湾工場聯合会、新荃街居民会、恵州同郷会、文化協進社、小販同業会、青衣島華僑聯誼会、潮州福利会、荃湾国際聯青社、東莞同郷会、肉行商会、新界学界体協荃湾分会が含まれていた。準備委員会が結成されると、6月19日には荃湾雅麗珊社区中心2階で恵州同郷会理事長の黄継富主催による会議が開催され、6月27日に準備委員会は組織規約を正式に承認し、荃湾社団聯会の設立を決定するとともに、公安部防護隊の設立も決議した。

### 大澳
大澳住民は、地域の治安と食料供給の安定を図るため、6月27日に民安聯合促進会を結成した。6,000人以上の住民が参加に署名し、これは当地住民の90%以上に相当した。大澳民安促進会の目的は、政庁による地域の治安と法秩序維持に協力すること、地域経済の繁栄を促進すること、食料供給の安定を図ること、地域の実情の正しい報道を確実なものとすることである。さらに促進会は、香港政庁の支援を受け、地元の有志が購入した白米を大澳に運び、適正価格で住民に販売したと発表した。これにより民心を安定させ、流布されていたデマを打ち砕いた。
1967年6月29日までに、粉嶺、元朗、荃湾、西貢では、民安促進組織が前後して成立した。大嶼山では村民が最も多く集住する大澳のほか、梅窩、大嶼南、東涌でも民安促進会が組織された。同日午前中、大澳、梅窩、大嶼南、東涌、西貢の代表者が新界民政署に派遣され、会議が開かれた。代表は地域社会の治安を維持する香港政庁への支持を表明し、新界民政署署長ケネス・キングホーン（Kenneth Strathmore Kinghorn）は、民民安促進会を結成した住民に感謝の意を表した。

### 上水
1967年7月10日、上水区郷事委員会および上水区社団代表は午後10時大埔理民府にて会議を開き、上水区民安促進会の成立を宣言した。該会のメンバーは上水区郷事委員会、石湖墟商会、石湖墟肉行商会、石湖墟田料米行業商会、上水区体育会、東莞同郷会上水分会、張氏宗親会新界分会、上水古洞商会等であった。上水区民安促進会会長には張人龍が、主席には廖潤琛、副主席には陳林培が就任した。上水区郷事委員会および上水区社団は声明を発表し、九龍の暴動が、すでに労使紛争から政治行動に変化しており、これらは郷村に波及して流言飛語、物価高騰が発生していることに、今回の左派動乱事件には法をものともしない不法の徒が存在し、新聞もスローガンによって無差別に宣伝し、無知な左翼大衆に社会の安寧を破壊することを扇動していることに鑑みて、法の尊厳を守り、地域の安定を確保するために当会が設立されたとした。

### 大埔
1967年7月12日午後5時、大埔郷事会会所では民安促進会選挙が実施される予定であったが、大埔郷事会主席黄源章が民安促進会委員選挙の実施を発表した後、何者かが暴力的な手段で民安促進会委員選挙の会議を破壊するという情報を得た。これにより、委員には当日の会議は中止になった旨が内密に伝えられ、当日本来は会議中の午後5時25分に、会議室そばの物品保管室にて時限爆弾が爆発した。これはまた、左派による六七暴動で初めて爆弾が用いられた事件でもあった。爆弾は会議室を深刻に破壊したが、幸いにも会議が延期となったため、死傷者は出なかった。
1967年7月17日、大埔墟および近隣各区の社団と商界の領袖は、各氏族代表とともに大埔区民安促進会の成立を宣言し、政庁の治安維持に協力することとなった。促進会を構成する団体は総会員数7万人を超えた。大埔区民安促進会では会長に鄧若璠、主席に黄源章、副主席に鄧普生、馬樊順、鄧棟華、蘇廼烈が就任した。その後、大埔周辺の村民および住民により、防衛隊が組織された。

## 註釈
1. ↑  死於六七暴動中炸彈爆炸的3名兒童死者：死於清華街爆炸案的8歲女童黃綺文和她的2歲胞弟黃兆勳，死於荔枝角道炸彈襲擊案的10歲女童周雲英。